# Чус (нижний приток Камы)

Чус — река в России, протекает в Верхнекамском районе Кировской области. Устье реки находится в 1379 км по правому берегу реки Кама. Длина реки составляет 45 км.
Исток реки на Верхнекамской возвышенности рядом с границей Пермского края в 41 км к юго-востоку от села Лойно. Исток находится на водоразделе, рядом берёт начало река Кодзь (приток Косы). Река течёт на запад, затем поворачивает на северо-запад. Верхнее и среднее течение проходит по ненаселённому, заболоченному лесу. Приток - Има (правый), прочие притоки без названий. Впадает в Каму у посёлка Чус. Ширина реки у устья — 12 метров.

## Данные водного реестра
По данным государственного водного реестра России относится к Камскому бассейновому округу, водохозяйственный участок реки — Кама от истока до водомерного поста у села Бондюг, речной подбассейн реки — бассейны притоков Камы до впадения Белой. Речной бассейн реки — Кама.
По данным геоинформационной системы водохозяйственного районирования территории РФ, подготовленной Федеральным агентством водных ресурсов:
- Код водного объекта в государственном водном реестре — 10010100112111100001037
- Код по гидрологической изученности (ГИ) — 111100103
- Код бассейна — 10.01.01.001
- Номер тома по ГИ — 11
- Выпуск по ГИ — 1